# Zodiaque de Dendérah
 (octobre 2024).
Pour les articles homonymes, voir Zodiaque (homonymie).
Le zodiaque de Dendérah est un bas-relief célèbre de l'Égypte antique représentant la voûte céleste et ses constellations. Il était placé au plafond d'une chapelle dédiée à Osiris, située sur le toit du temple d'Hathor à Dendérah.
C'est une œuvre de la période ptolémaïque sculptée dans un bloc de grès et mesurant 2,55 × 2,53 mètres. Au XIXe siècle, Jean-François Champollion avait daté le relief de la période gréco-romaine, mais nombre de ses contemporains ont postulé qu'il datait du Nouvel Empire. L'institut français d'archéologie orientale estime aujourd'hui sa création à 50 av. J.-C.
Transporté en France en 1821, il est aujourd'hui exposé à Paris, au musée du Louvre. Par la suite, une copie a été installée dans l'emplacement d'origine, à Dendérah.

## Historique de la découverte
Le zodiaque est découvert lors de l'expédition d'Égypte (1798-1801) de Bonaparte par le général français Desaix (1768-1800), qui poursuivait les Mamelouks, près de Thèbes en novembre 1798,.
En 1799, Dominique Vivant Denon qui avait découvert le temple de Dendérah avec l'armée revient sur place et dessine pour la première fois le zodiaque. Plus tard dans la même année, les ingénieurs des Ponts et Chaussées Prosper Jollois et Édouard de Villiers du Terrage font un relevé plus précis, qui servira aux études ultérieures. Le mathématicien et physicien Joseph Fourier fera une interprétation du zodiaque.
En 1821, le roi Louis XVIII achète le zodiaque au pacha Méhémet Ali. Il est découpé par le maître-maçon Claude Lelorrain, rapporté en France, exposé à la bibliothèque royale (actuelle bibliothèque nationale) et transféré au Louvre en 1922.
Les circonstances de l'acquisition du zodiaque par la France sont relatées par plusieurs sources,.
Auguste Mariette, en 1875, décrit très précisément le temple. Le zodiaque n'est plus là ; il ne peut l'analyser. mais y fait allusion : « Tout le monde connaît le temple d'Hathor, ne fût-ce que par le zodiaque qui a donné lieu à des controverses si retentissantes ». Il situe le zodiaque dans la chambre no 2 du sud du groupe du sud du temple d'Osiris : « Chambre du sud. La chambre no 2 n'a aucune ouverture au plafond ; le jour n'y entre que par les fenêtres ouvertes sur la cour que nous venons de décrire. La partie du plafond où était sculpté le zodiaque circulaire a été enlevée il y a cinquante ans et transportée à Paris. C'est à cette opération assez brutalement exécutée qu'on doit les mutilations dont ont souffert les tableaux des oiseaux symboliques des nomes qui font l'objet de quatre de nos planches » . Il décrit ensuite le reste de la chambre. Mariette, sur la datation des vestiges visibles, précise : « Nous verrons plus tard que Dendérah remonte par ses origines jusqu'aux plus lointaines époques de la monarchie égyptienne. Mais on ne trouvera pas dans les ruines actuelles de la ville une pierre debout qui ne soit ptolémaïque ou romaine. ». Mariette ajoutera : « Il faut, malheureusement, compter aussi, parmi les mutilations subies par le temple, le trou béant qu'a laissé dans le plafond de l'une des chambres l'enlèvement brutalement et maladroitement exécuté du zodiaque circulaire, maintenant à Paris. »

## Représentations

### Original
Lorsque Claude Lelorrain a réussi à extraire le zodiaque de Dendérah, un morceau du plafond vint avec le bloc de grès sculpté, morceau que l'on peut voir au musée du Louvre sur un des côtés du zodiaque (voir image). Ce morceau illustré par des petites « vagues » permet de replacer le zodiaque dans le bon sens dans le plafond du temple où l'on peut voir l'emplacement du morceau du plafond manquant.

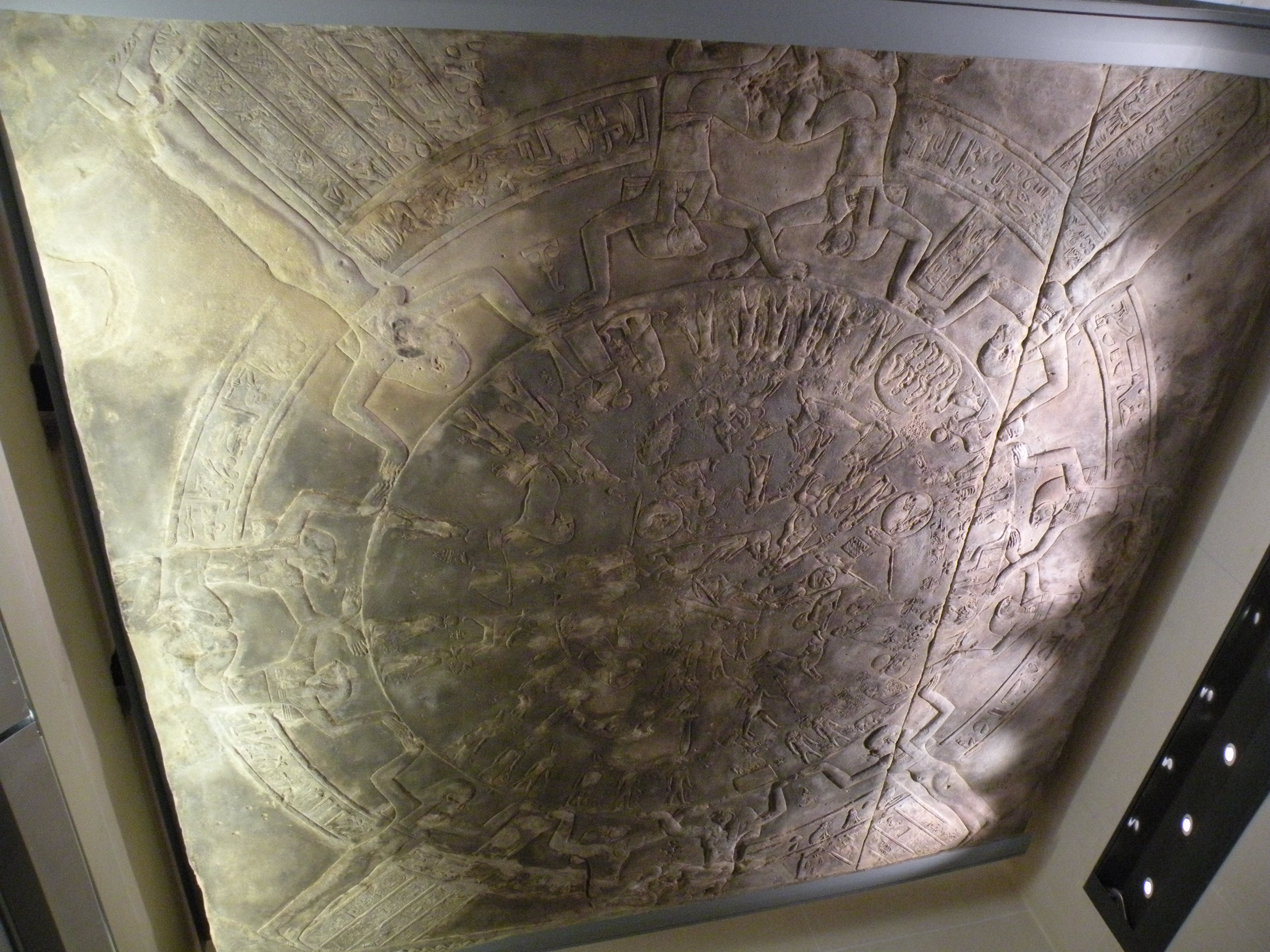
Zodiaque (avec le morceau du plafond en trop, en bas à gauche)
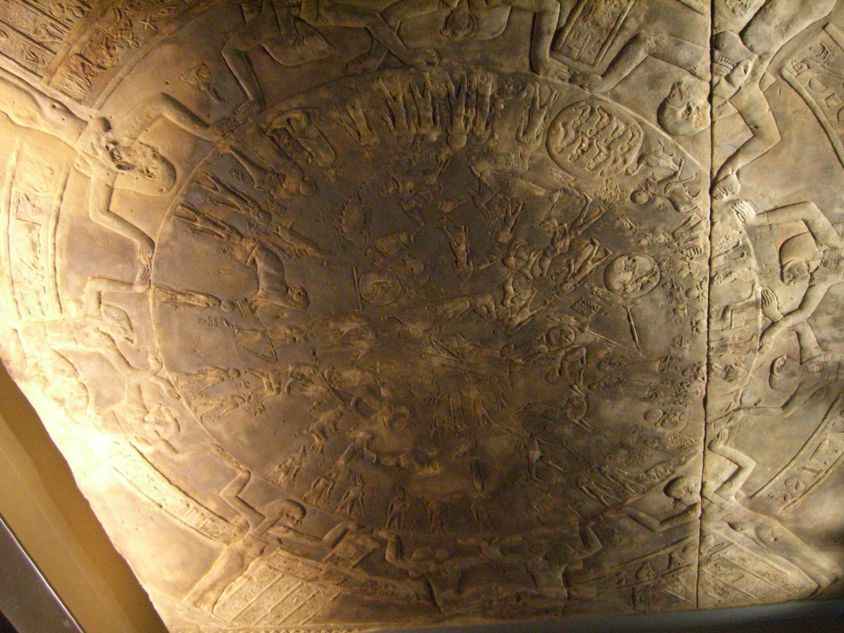
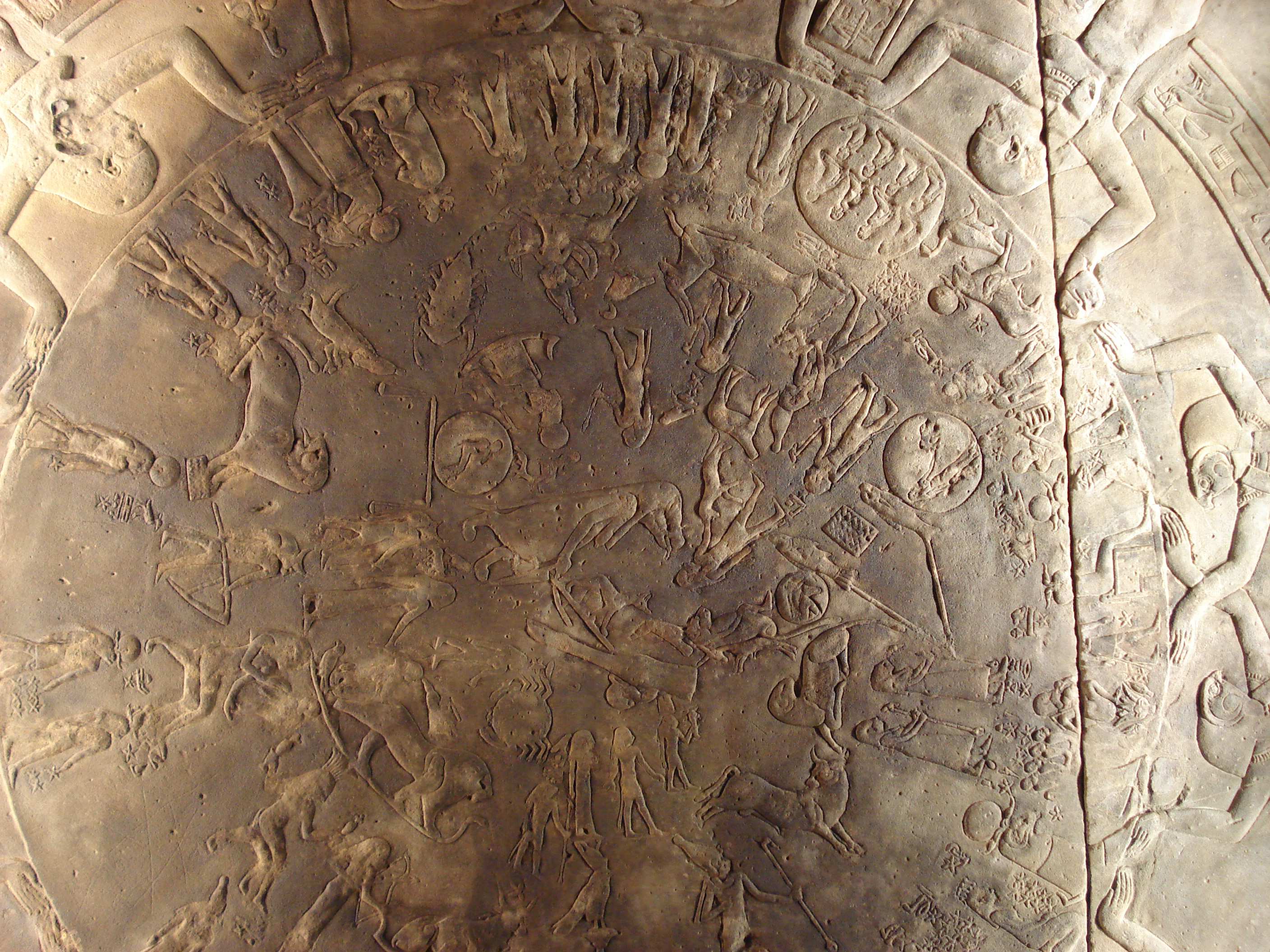
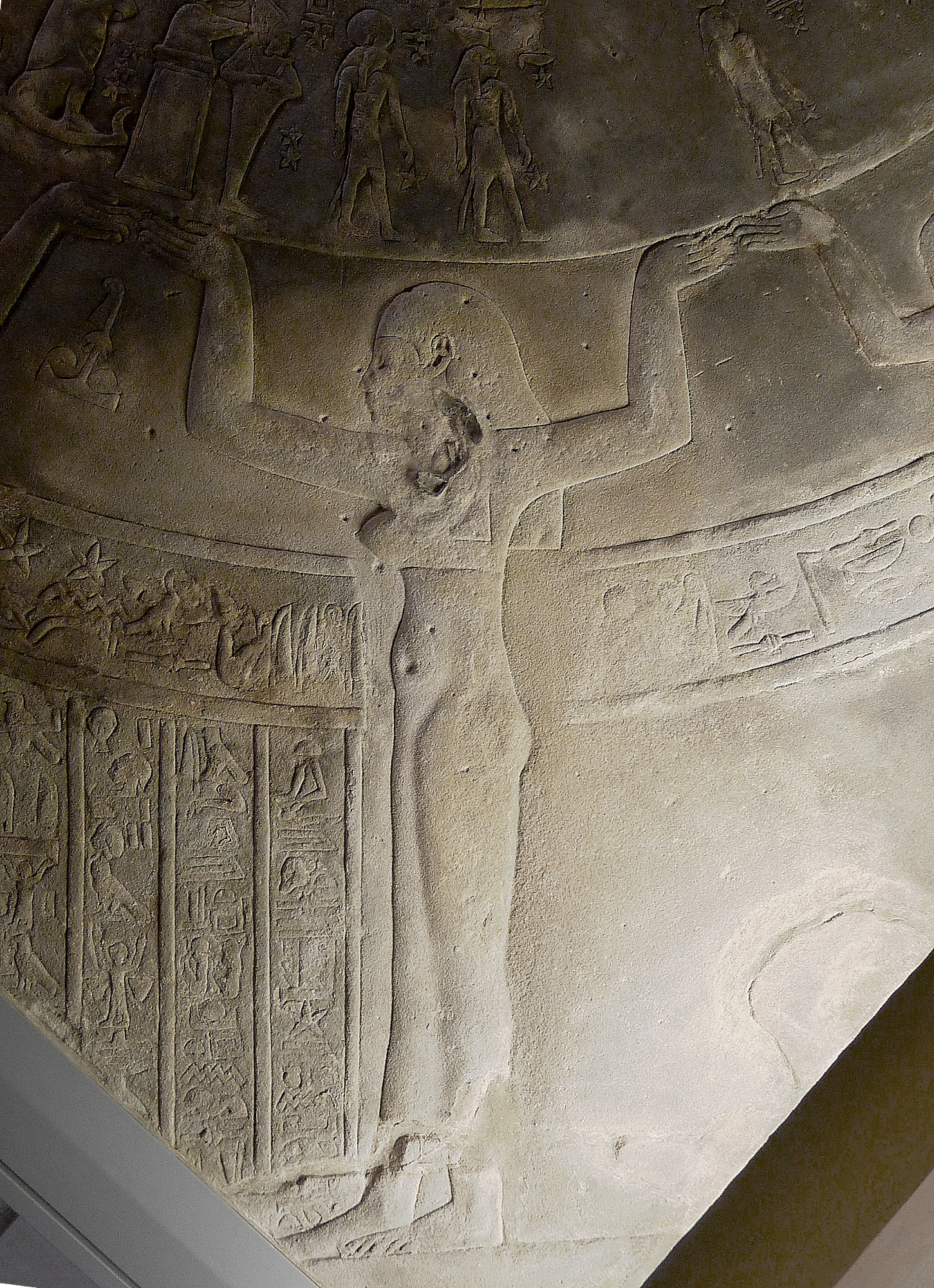
Un des piliers : le pilier ouest

Le musée du Louvre présente le zodiaque aux visiteurs sur un panneau explicatif : les cinq planètes connues à l'époque sont indiquées (en brun) : Mercure, Vénus, Mars, Jupiter et Saturne.
Les douze constellations zodiacales (en vert foncé) sont sur une spirale partant du Cancer suivi - en sens inverse des périodes astrologiques - par les Gémeaux, le Taureau, le Bélier, les Poissons, le Verseau, le Capricorne, le Sagittaire, le Scorpion, la Balance, la Vierge et, enfin le Lion. Champollion-Figeac (cf. infra), en revanche, fait commencer la spirale avec le Lion (suivent les onze autres signes dans l'ordre des périodes astrologiques) et le Cancer final est au-dessus du Lion.
Onze autres constellations (en vert clair) sont identifiées : Aigle, Bouvier, Cassiopée, Cheval (Petit), Cygne-Lyre, Dragon, Loup, Orion, Ourse (Grande), Ourse (Petite), Serpent.
L'étoile Sirius (elle aussi en vert clair) est représentée.
Les deux éclipses sont expliquées : celle de Lune (52 avant notre ère), celle de Soleil (51 avant notre ère).

### Copies et inspirations
Rares sont les copies graphiques fidèles à l'original.
En 1798-1799, un dessin colorisé de Dominique Vivant Denon sera publié en 1804 à Londres.
En 1799, un dessin de Jean-Baptiste Prosper Jollois et Édouard de Villiers du Terrage est publié.
En 1822, un dessin est publié dans la célèbre Description de l'Égypte, Seconde édition. Antiquités. Tome quatrième. 1822. Pl. 21. Denderah (Tentyris). Il représente la déesse Nout apparemment debout sur ses pieds, à droite du zodiaque. Le zodiaque ne devrait pas être observé de face car sa position d'origine le plaçait au-dessus de la tête de l'observateur. La déesse du Ciel était au-dessus de tout et de tous. Selon certains, la bouche de la déesse (avalant le soleil couchant) indiquerait un Ouest symbolique, et son entrejambe (accouchant du soleil levant) un Est symbolique[réf. nécessaire].
Avant 1822, une copie en marbre est élaborée par Jean-Jacques Castex sur la base du dessin des ingénieurs Édouard de Villiers du Terrage et Jean-Baptiste Prosper Jollois. Elle est exposée au British Museum,,[source insuffisante].
En 1822-1825, Prosper-Louis d'Arenberg, pour son palais bruxellois du Petit-Sablon, fait réaliser une copie en plâtre du zodiaque par le célèbre sculpteur français François Rude.
Dans le cadre du voyage d'étude en Égypte effectué en 1828-1829 par Jean-François Champollion et Ippolito Rosellini, un relevé détaillé du zodiaque et de la déesse du Ciel est effectué. Celui-ci sera intégré dans l'édition des quatre tomes de "Monuments de L'Egypte et de la Nubie" préparée par Champollion-Figeac, frère aîné de Jean-François. Plus précisément le dessin figure en deux versions, dans le tome 4 publié en 1845. La première version reproduit l'original: cf. planche 349bis sur deux pages du volume au format 57 x 72 cm et la seconde, sans la déesse, est augmentée des explications de M. Biot (cf. planche 349ter).
Réalisés les 6 novembre 1847 et 17 octobre 1914, deux projets de moulage du zodiaque par l'atelier de moulages du Louvre(pages 18 et 59) sont mentionnés.
1920 (?), la copie actuellement placée au plafond de la chapelle du zodiaque à Dendérah aurait été installée[Par qui ?] en 1920 (elle serait en plâtre bitumé[Quoi ?])[réf. nécessaire].
En 1925, une copie en plâtre se retrouve au musée égyptien de San José (Californie) fondé en 1930 par Harvey Spencer Lewis,. Cette fondation se fit dans le cadre de l'ordre rosicrucien qu'il avait fondé en 1915 (nommé AMORC, Ancien et Mystique Ordre de la Rose-Croix). Cette copie aurait été donnée en 1925 par Henri Verne, directeur des musées nationaux et du Musée du Louvre[réf. nécessaire].
En 1997, une copie étonnamment fidèle est mise en scène dans le jeu vidéo Hexen II sous le nom de wheel of ages. Le grand disque est mobile et il est placé sur le sol.
Après 2012, une copie en plâtre est exposée au Musée du Louvre-Lens (inauguré en 2012).

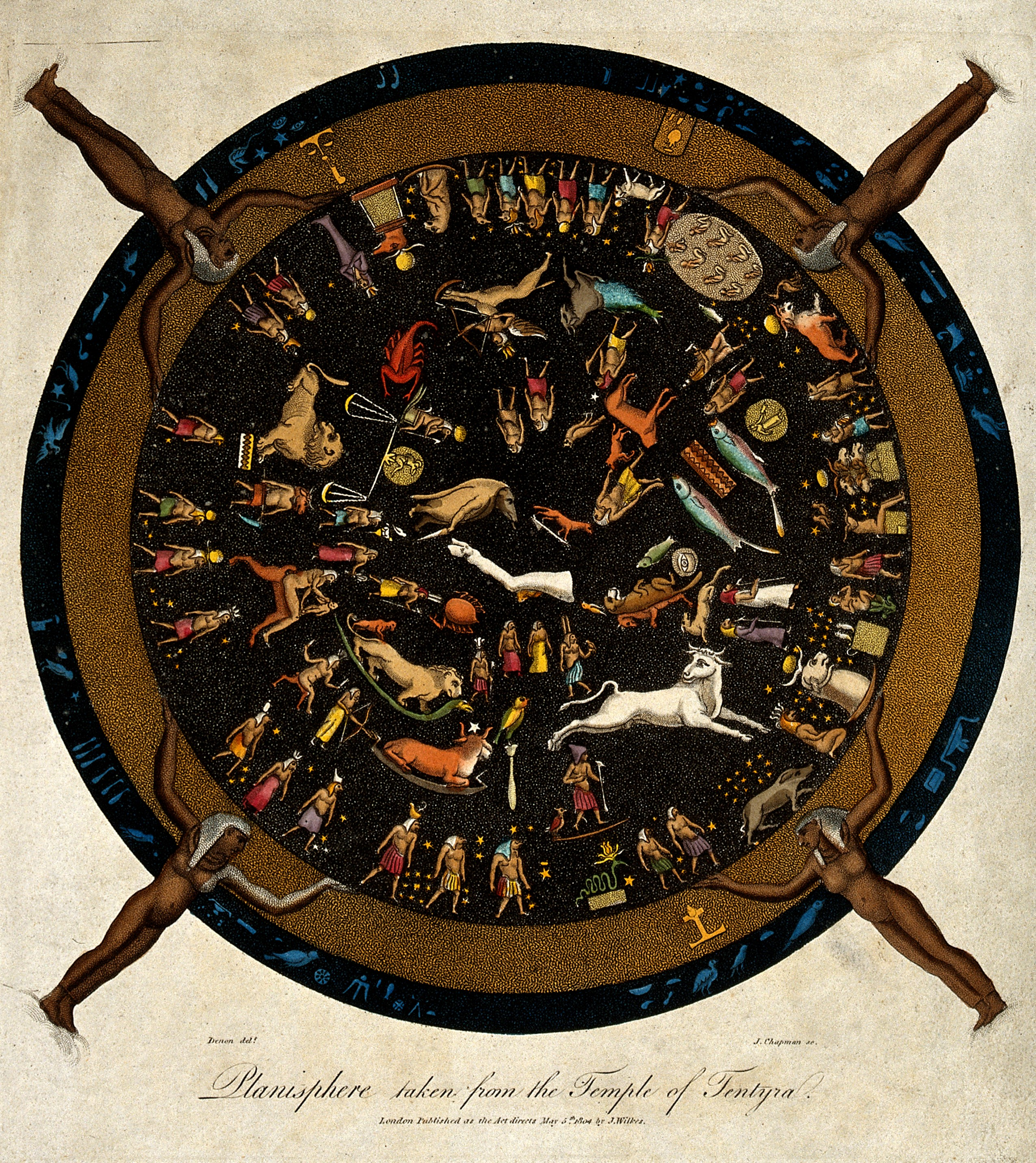
1804 : Gravure colorée par J. Cha Wellcome d'après le dessin de Dominique Vivant Denon.
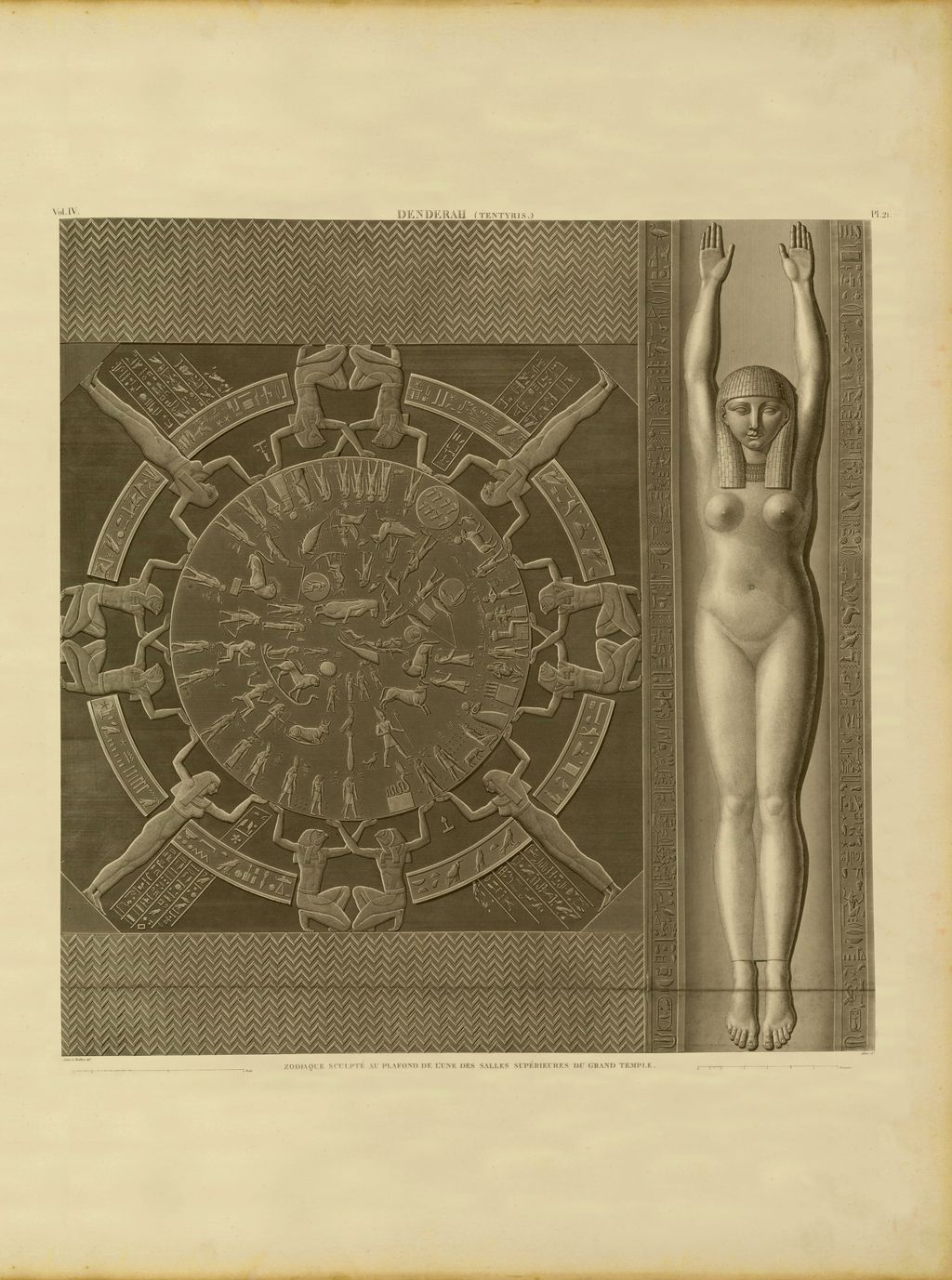
1822 : Le zodiaque et Nout, la déesse-Ciel.
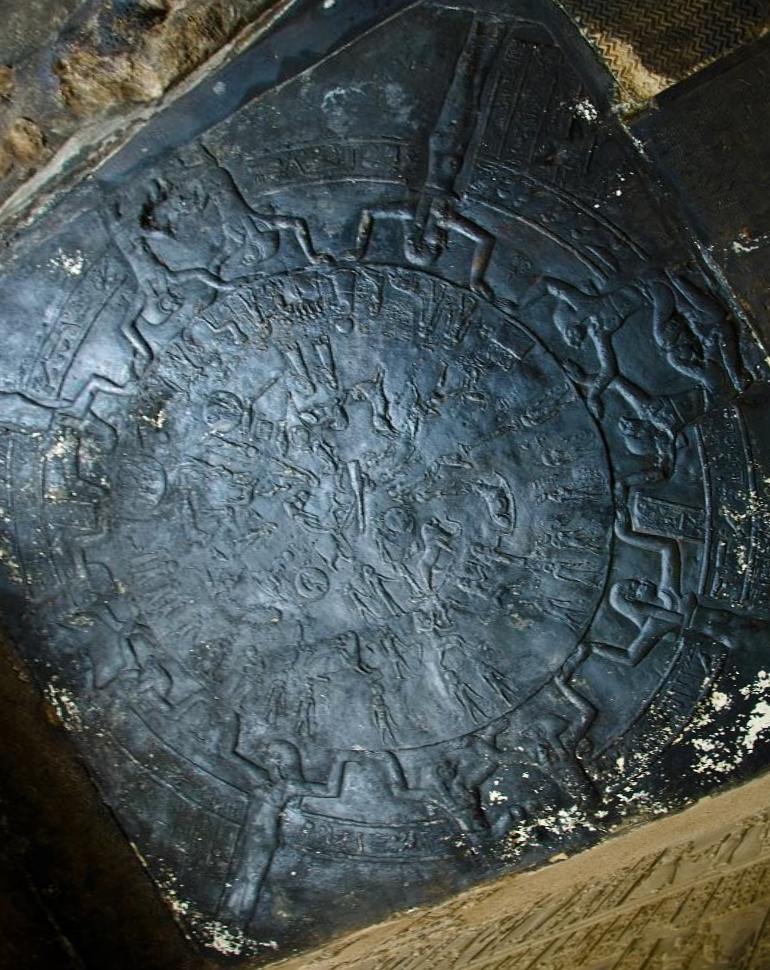
1920 ? : Copie (en plâtre bitumé ?) placée à la place de l'original.
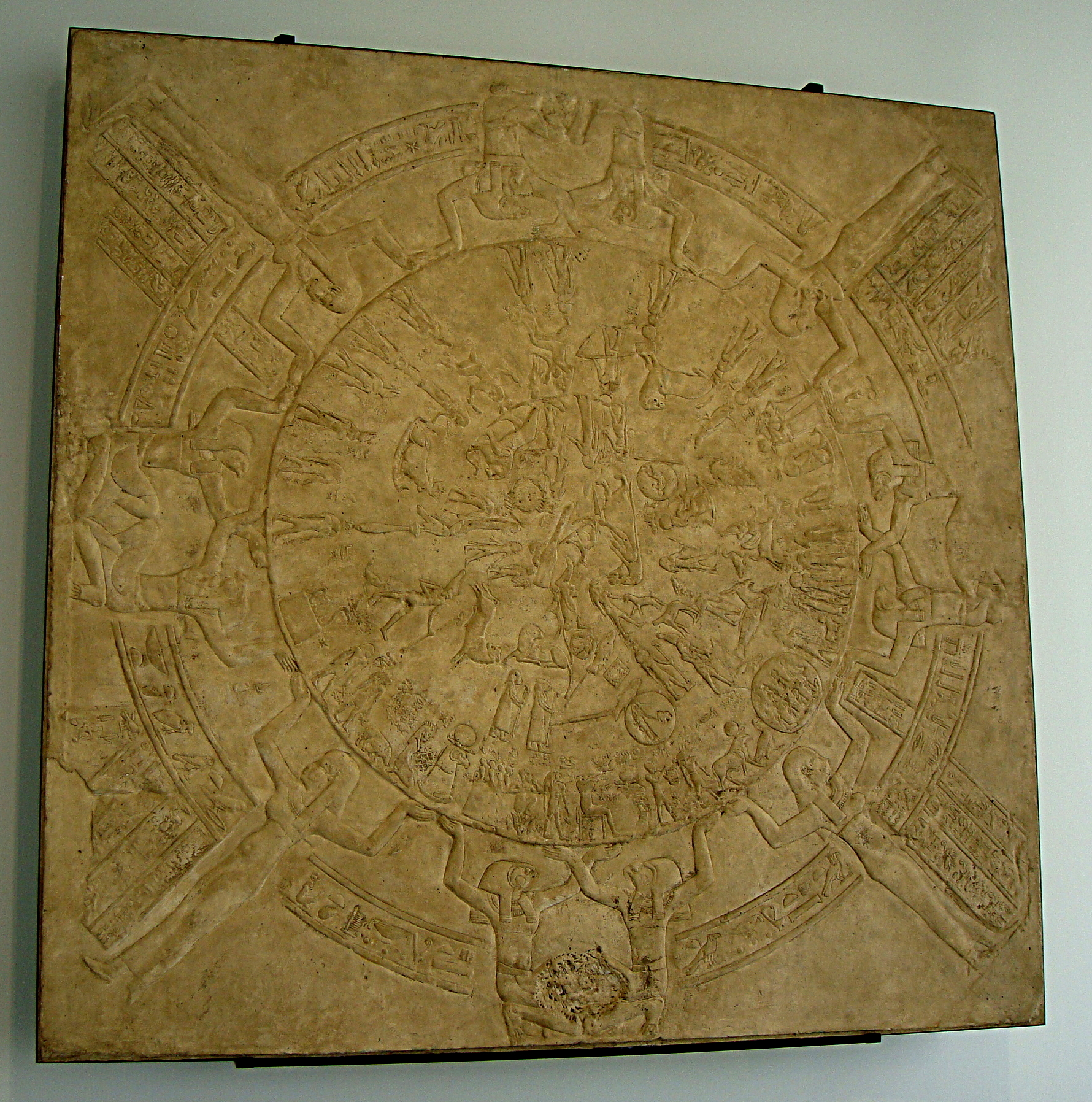
Musée du Louvre-Lens.

Des reproductions graphiques se retrouvent sur un des plafonds de la salle mythologique du musée égyptien de Berlin, le Neues Museum, sur un des plafonds du Château Moeland, la loge maçonnique de Saint-Nicolas (Liège) en Belgique(fig. 3B), sur un des plafonds de la loge maçonnique des Vrais Amis de l’Union et du Progrès Réunis, rue de Laeken à Bruxelles (1910)(fig. 17).

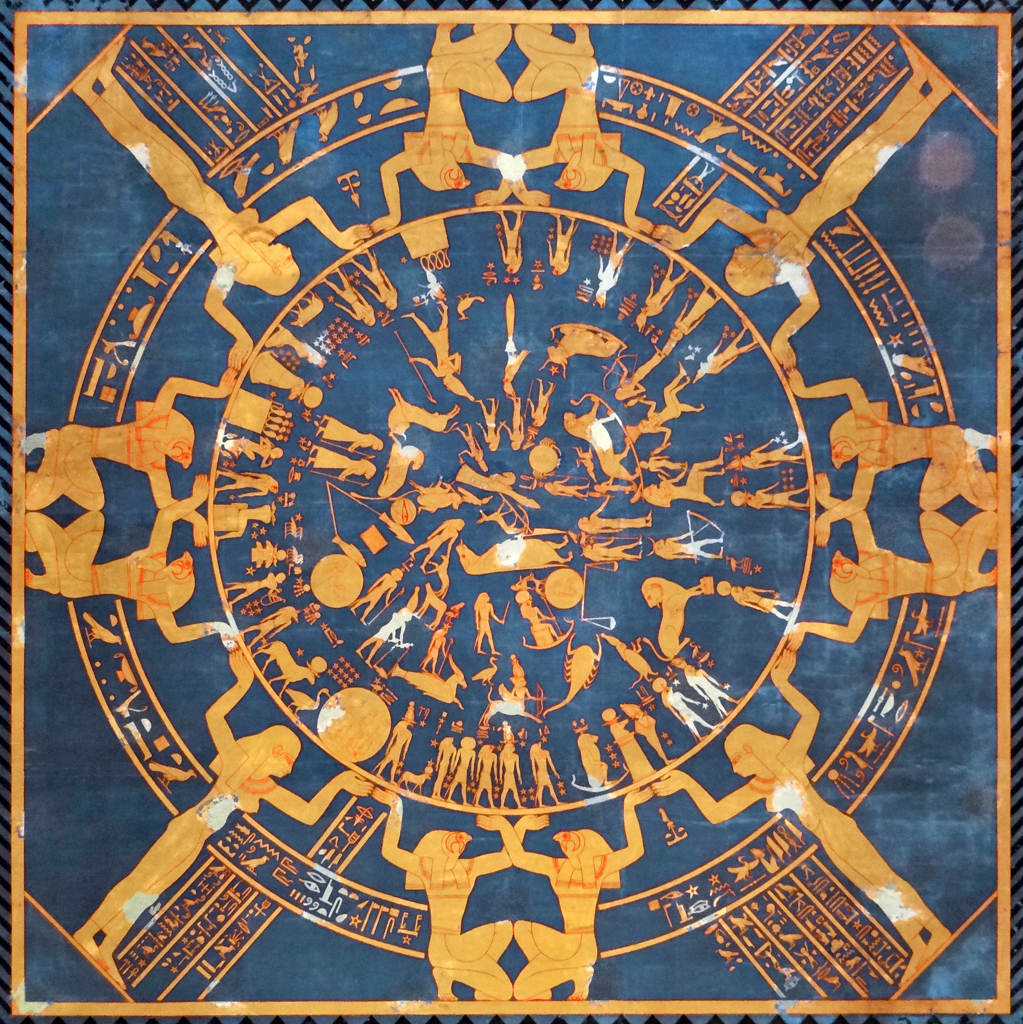
Neues Museum, Berlin.
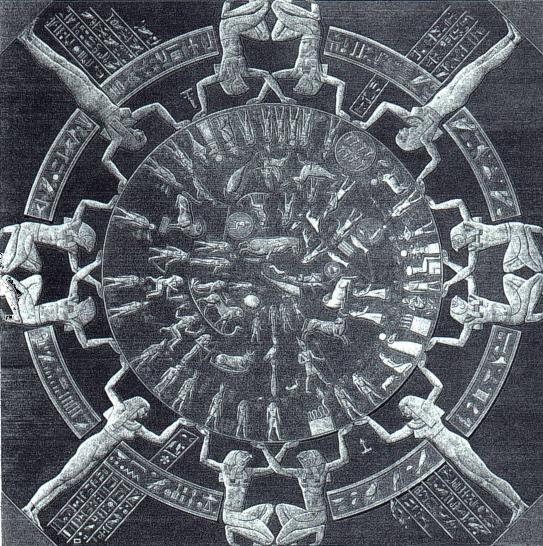
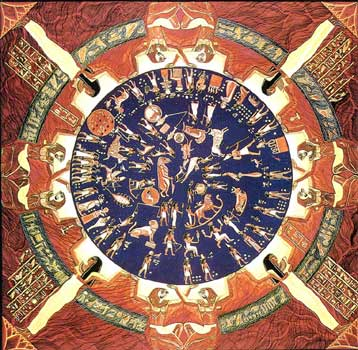
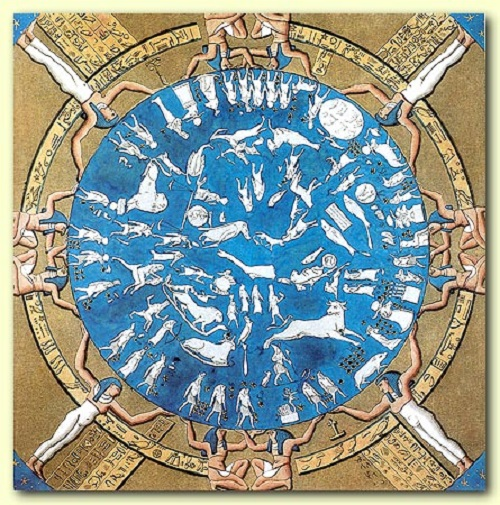
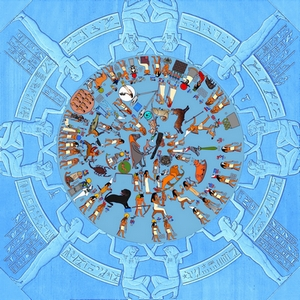

## Datation
Sylvie Cauville, directeur de recherche au CNRS, et Éric Aubourg, astrophysicien, ont daté le zodiaque entre juin 50 et août 50 avant notre ère. Cette datation procède de l'examen de la disposition des planètes (cinq étaient connues des Égyptiens), selon une configuration qui se produit tous les mille ans et demi, et de l'identification de deux éclipses.
L'éclipse solaire indique la date du 7 mars 51 avant notre ère : elle est représentée par un cercle contenant la déesse Isis tenant par la queue un babouin (le dieu Thot). L'éclipse lunaire indique la date du 25 septembre 52 avant notre ère : elle est représentée par un cercle contenant l'œil d'Horus.
Selon Sylvie Cauville, on a volontairement fait coïncider la configuration céleste présentée par le zodiaque avec la date d'inauguration des chapelles du temple.

### Historiographie
Ennius Quirinus Visconti (mentionné par Charles-Hippolyte de Paravey en 1821) estime que les deux zodiaques de Dendérah « sont postérieurs à l'âge d'Alexandre [le Grand], et que, peut-être même, on doit les rapporter à celui d'Auguste et de Tibère ». Il penche vers la deuxième hypothèse.
Paravey, en 1821, dans sa démonstration devant une société d'érudits, expose une étude sur l'origine chaldéenne du zodiaque (en général). Il étudie les deux zodiaques de Dendérah et celui d'Esnéh. Son avis est que les zodiaques égyptiens sont une adaptation des conceptions astrologiques grecques, elles-mêmes issues de traditions chaldéennes.
En 1822, Jean-François Champollion publie sa Lettre à M. le rédacteur de la Revue encyclopédique, relative au zodiaque de Dendéra. Il remet en question la méthode et, donc, la pertinence de la datation du zodiaque nouvellement avancée par Jean-Baptiste Biot (soit l'an 716 avant notre ère). Pour Champollion (qui ne cherche en aucune manière à dater le zodiaque),  tout d'abord, il ne faut pas confondre un objet de culte (symbolique) avec un objet astronomique ; ensuite, il ne faut pas interpréter les signes trop vite, car certains ne sont qu'un « système d'écriture ». Il infirme enfin l'interprétation de Biot concernant quatre étoiles supposées identifiées.
En 1828-1829, (lors de son seul séjour en Égypte), Champollion date le temple (et donc le zodiaque) de la période gréco-romaine à partir des inscriptions et des cartouches indiquant le nom d'Auguste et de plusieurs de ses successeurs. Champollion découvre Dendérah en novembre 1828. Son frère Champollion-Figeac relate les faits.
Jacques-Joseph Champollion-Figeac se pose la question de la datation du zodiaque ; il fait l'hypothèse d'une copie de documents plus anciens, sans préciser davantage. Il compare plusieurs zodiaques et aborde le sujet de la précession des équinoxes.
Éric Aubourg (astrophysicien) rappelle : « Quelques tentatives de datations astronomiques ont eu lieu dès la découverte du zodiaque, qui sont toutes erronées (voir par exemple celle de J.B. Biot (Recherches sur plusieurs points de l’astronomie égyptienne, Paris, 1823) qui s’était trompé dans l’identification de Sirius) ».

## Description et interprétation
Le zodiaque de Dendérah est un planisphère, carte représentant le ciel étoilé en projection plane, avec les douze constellations de la bande zodiacale, les constellations formant les 36 décans (de dix jours chacun) et les planètes.
Éric Aubourg y reconnaît la constellation de la Grande Ourse et les douze constellations zodiacales. Pour ces dernières, il précise qu'elles sont « héritées des zodiaques babyloniens (la Balance y figure, réinterprétée à l’égyptienne, alors que l’astrologie grecque l’incorporait au Scorpion) ».
Cette représentation d'un zodiaque circulaire est unique dans l'Égypte antique. Un autre zodiaque, rectangulaire, orne l'un des plafonds du rez-de-chaussée[réf. souhaitée].
La voûte céleste est représentée par un disque soutenu par quatre piliers du ciel représentés sous la forme de quatre femmes, aidées par quatre groupes de deux hommes à tête de faucon. Selon l'orientation donné au zodiaque, ces quatre piliers sont les points inter-cardinaux ou les points cardinaux.
Certains identifient les quatre femmes à la déesse Isis, et les huit hommes au dieu Osiris. D'autres identifient les quatre femmes à la déesse Hehet, et les huit hommes à son époux, le dieu Heh[réf. nécessaire].

### Les deux éclipses
Une certaine confusion peut apparaître dans les dates « avant notre ère » car certains utilisent les deux calendriers « historiques » (julien puis grégorien) alors que d'autres utilisent le calendrier « astronomique » de Cassini (1740) qui a créé une « année zéro ». Le calendrier « astronomique » ajoute une année au calendrier « historique », ainsi, l'année zéro astronomique correspond à l'an 1 avant notre ère, l'année -1 astronomique correspond à l'an 2 avant notre ère, etc. Les logiciels d'astronomie professionnels (NASA, Stellarium) utilisent le calendrier « astronomique ».
Selon l'indication du Musée du Louvre : « Deux éclipses ont été représentées à l'endroit précis [du ciel] où elles se sont produites. »

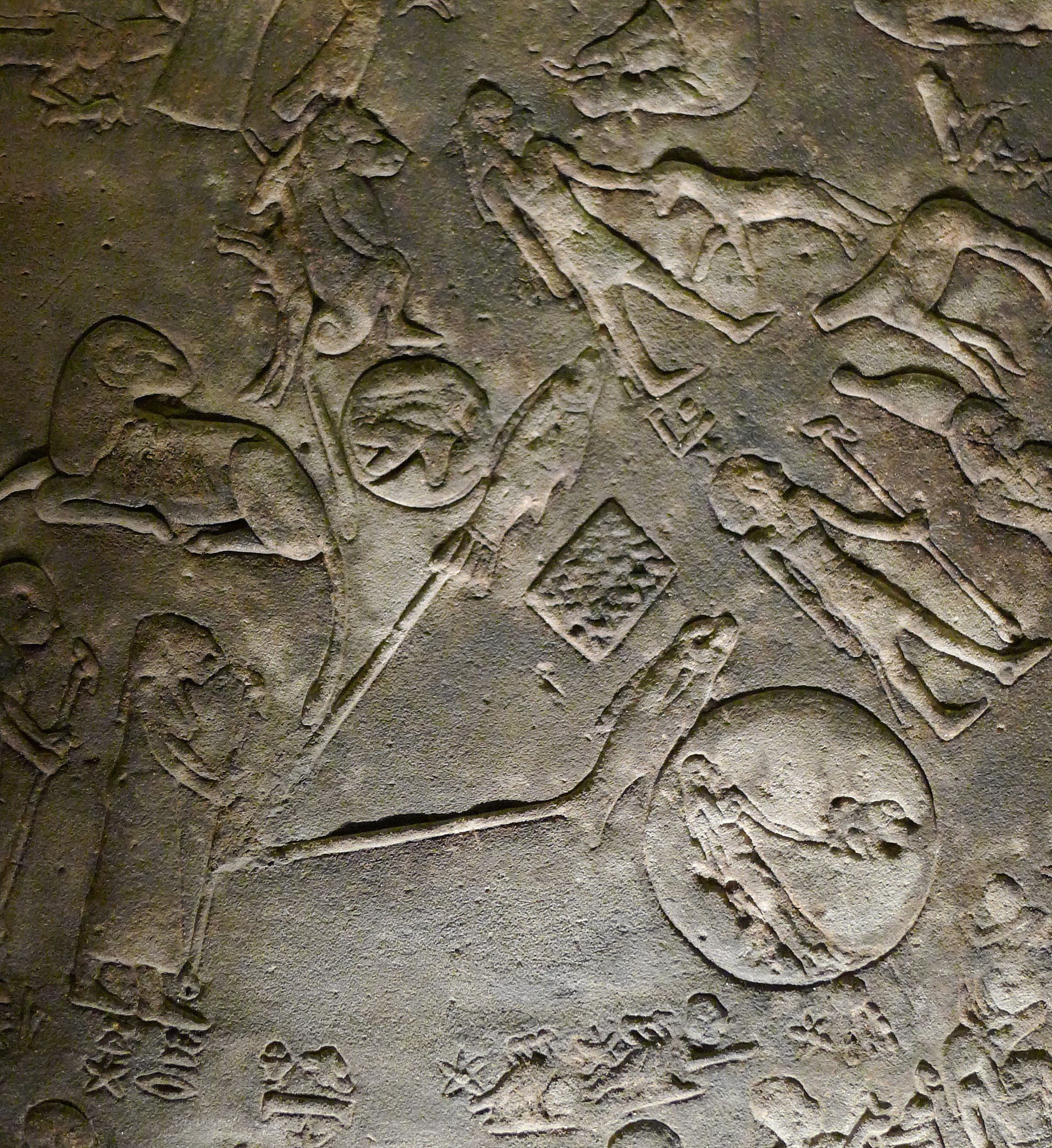
Éclipse de Lune (Œil oudjat) et éclipse de Soleil
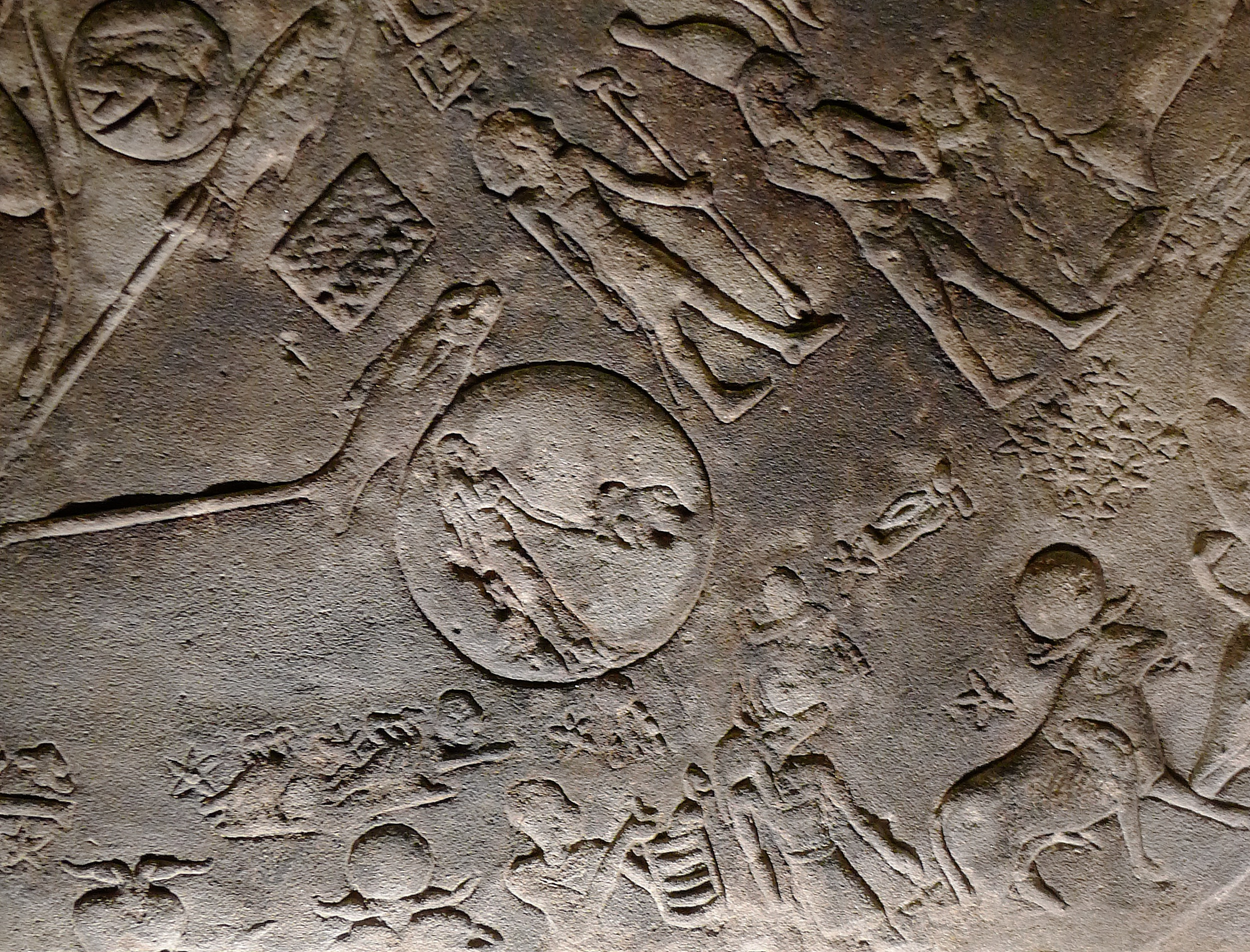
Éclipse de soleil : cercle contenant Isis qui essaie d'empêcher un babouin (lune) de cacher le soleil
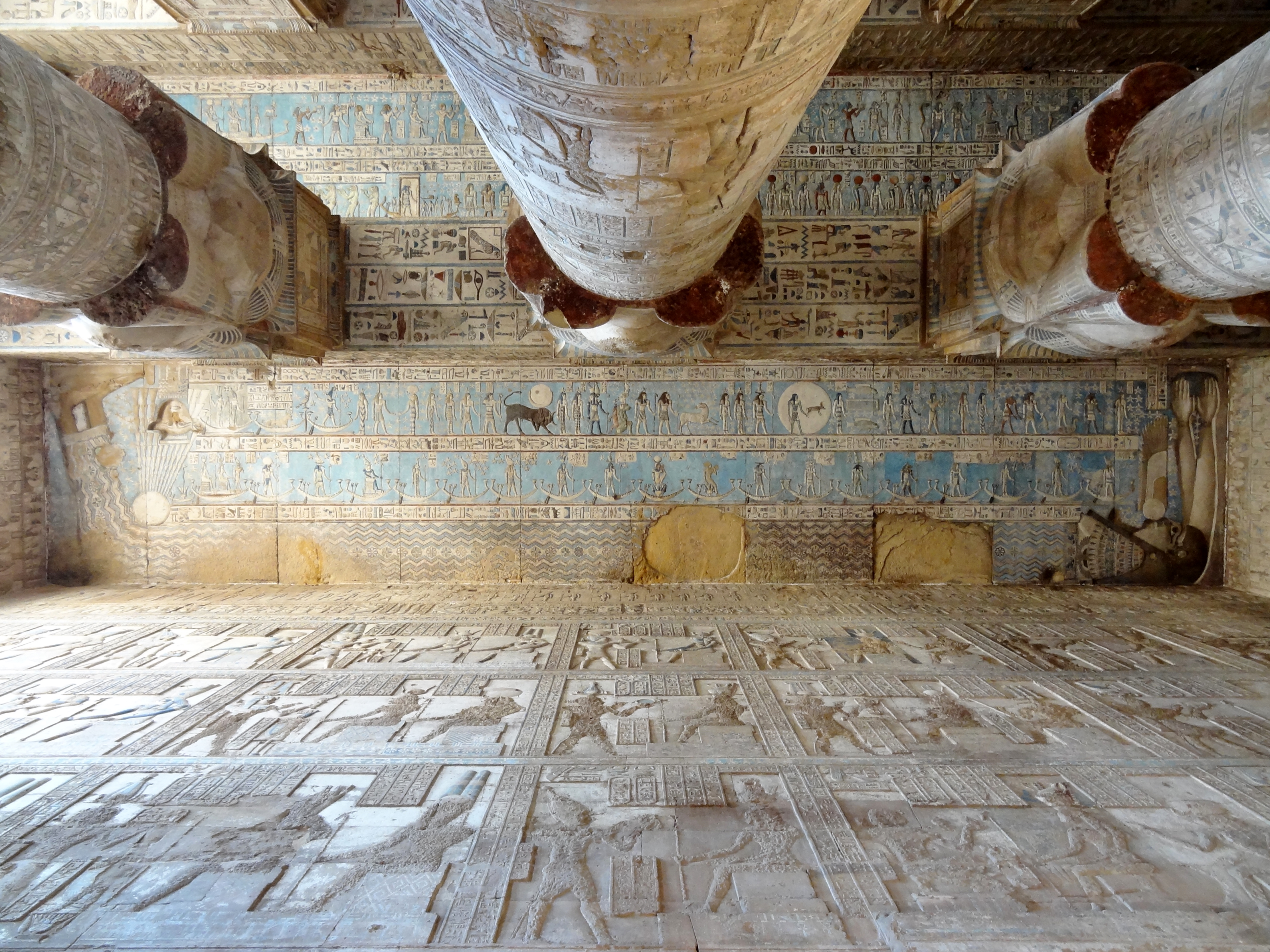
Comparaison suggérée des représentations d'Isis et babouin et de l'homme et suidé

Éric Aubourg considère que ces deux représentations d’éclipses semblent confirmer la datation du zodiaque en juin-août 50 avant notre ère.

#### L'éclipse de Lune (25 septembre 52avant notre ère)
L'éclipse lunaire du 25 septembre 52 est un « œil oudjat » (il signifie « être intact » car une éclipse lunaire a toujours lieu à la pleine lune).
Éric Aubourg précise : « de l'autre côté des Poissons, vers le Bélier, se trouve un second disque, contenant un œil oudjat. Précisément à cet endroit, a eu lieu une éclipse totale de Lune, le 25 septembre 52, à 22 h 56.

Les autres éclipses de Lune, entre 60 et 40, ont eu lieu les 14 août 59, 7 décembre 56, 1er avril 52, 7 novembre 45 et 25 août 41 ».

#### L'éclipse de Soleil (7 mars 51 avant notre ère)
L'éclipse solaire du 7 mars 51 est figurée sous l'aspect de « la déesse Isis retenant un babouin par la queue, c'est-à-dire empêchant la lune, sous la forme du dieu Thot, de cacher le soleil ».
Éric Aubourg précise que le « 7 mars 51, à 11 h 10 précises, a eu lieu une éclipse de soleil, presque totale, à Dendera, précisément à l'endroit où un cercle est représenté sous la constellation des Poissons.

L'association de ce motif avec une éclipse est confirmée par la présence du babouin (Thot lunaire) ».
Aubourg note cependant « qu'une autre éclipse de soleil a eu lieu le 21 août 50, à 5 h 22 du matin. Le Soleil a émergé ce matin-là partiellement masqué par la Lune, précédé par Jupiter. Le zodiaque était sans doute déjà dessiné à cette date, sinon pourquoi ne pas avoir représenté cette éclipse, qui s’est produite dans le Lion ? Aucune autre éclipse n'a eu lieu à Dendera entre 60 et 40 ».
Sylvie Cauville : « Le 7 mars 51, l’éclipse fut totale à Alexandrie, seul un croissant était visible à Denderah »[réf. à confirmer].
La gravure étant très abîmée, l'égyptologue Youri Volokhine aurait proposé un autre animal : un porc ou un sanglier que la déesse retiendrait par une patte arrière. Il comparerait la position de la déesse tenant l'animal avec celle d'un homme (lui-aussi dans un cercle) tenant un suidé par une patte arrière (scène de l'un des plafonds du rez-de-chaussée). Cet animal, symbolisation du dieu Seth, tient lui aussi une place importante dans la religion égyptienne. Il participe à la fête du mois Pachon qui avait lieu au mois de mars[réf. à confirmer].

### Les constellations
Selon Sextus Empiricus, les Babyloniens étaient à l'origine de la division en douze parties égales. « Les douze constellations des Grecs portaient les mêmes noms que celles des Chaldéens » (page 40-41).
L'observation des zodiaques de Dendérah et d'Esné montre que « les signes du zodiaque égyptien sont les mêmes que ceux des Grecs ». Il y a cependant une différence : Chaldéens et Égyptiens appellent Balance ou joug le signe que les Grecs appellent les serres ou les pinces du Scorpion. « La même chose est attestée par Claude Ptolémée pour ce qui concerne les Chaldéens et par Achille Tatius pour ce qui touche les Égyptiens. ». Claude Ptolémée, qui vivait en Égypte, ne parle que des Chaldéens. Il ne dit rien du zodiaque des Égyptiens, ni ne rapporte aucune observation de leurs prêtres (page 41-43).

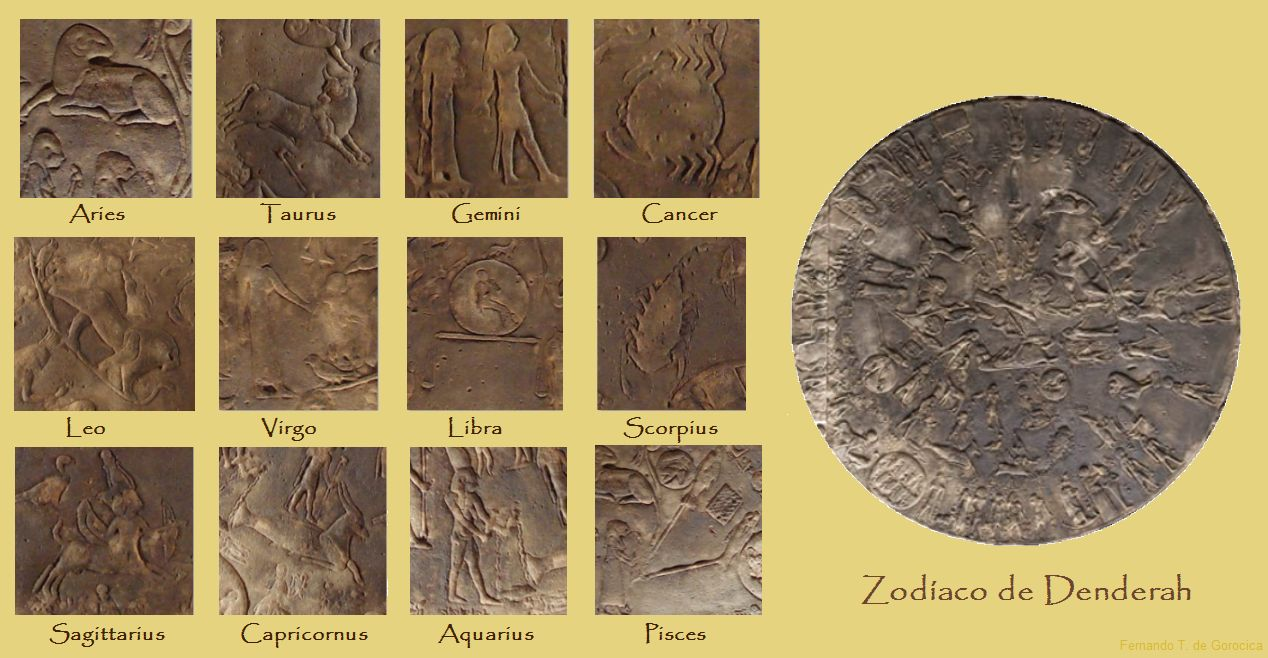
constellations identifiées

Jacques-Joseph Champollion-Figeac (1778-1867) / frère de Champollion le Jeune) dans son ouvrage Égypte ancienne donne la liste des douze signes du zodiaque : 

« « [...] un peu au-dessous du centre du disque, vers la gauche, un lion suivi d'une femme et marchant sur un serpent : c'est réellement le signe du Lion dans ce zodiaque ».
Derrière le groupe du lion marche une femme portant dans sa main gauche une tige de blé : c'est la Vierge.
Après elle, on retrouve successivement, en allant de droite à gauche, la Balance avec ses deux plateaux, le Scorpion, le Sagittaire, sous la forme d'un centaure ailé, le Capricorne, moitié chèvre et moitié poisson, un homme répandant l'eau contenue dans deux vases qu'il tient dans ses mains : c'est le Verseau, les Poissons unis par un triangle, et le signe figuratif eau, un bélier, un taureau, deux figures humaines marchant ensemble, ou les Gémeaux, enfin le Cancer, qui les suit immédiatement. Voilà bien les douze signes du Zodiaque. »

Champollion-Figeac précise bien que le premier signe est le Lion, le dernier étant le Cancer qui se place au-dessus de la tête du Lion. Les douze signes forment une spirale et non un cercle. Cet ordre est confirmé par le second zodiaque du temple, le rectangulaire, qui lui aussi commence avec le Lion : « En tous ces points, le zodiaque rectangulaire du portique du temple de Dendérah est semblable au zodiaque circulaire ».
Comparant le zodiaque de Dendérah avec celui d'Esnéh (où c'est la Vierge qui commence la série), Champollion-Figeac fait l'hypothèse qu'à Dendérah, le Soleil était dans le Lion alors qu'à Esnéh, il était dans la Vierge.
Champollion-Figeac ne donne qu'une seule autre constellation : « [...] on a généralement reconnu dans l'animal monstrueux, marchant debout, qui occupe à peu près le centre du disque, une ancienne personnification de la Grande Ourse ; de sorte que, près d'elle, se trouverait la place du pôle septentrional. »
Sur le cercle intérieur, on trouve l'écliptique, sur lequel sont placées les constellations du zodiaque. Leur représentation est proche de leur désignation actuelle comme le Bélier, le Taureau, le Scorpion, et le Capricorne. En revanche, le Verseau a une iconographie plus égyptienne : il est représenté comme le dieu de l’inondation Hâpy, tenant deux vases d’où jaillit de l’eau. Au centre se trouvent les constellations du ciel du Nord, dont la Grande Ourse, sous la forme d'une patte avant de taureau. Une déesse hippopotame, en face de la Petite et de la Grande Ourse, figure la constellation du Dragon.
Les autres personnages représenteraient des constellations. Le Louvre en désigne un certain nombre avec certitude (en plus des douze constellations de l'écliptique) : Aigle, Bouvier, Cassiopée, Cheval (Petit), Cygne-Lyre, Dragon, Loup, Orion, Ourse (Grande), Ourse (Petite), Serpent,.

#### Ophiuchus
Le zodiaque de Dendérah montrerait la constellation Ophiuchus (aussi appelée « le Serpentaire ») : cette constellation serait représentée par le dieu-soleil Rê, assis sur une barque dont les extrémités sont représentées par la queue et la tête d'un serpent[réf. nécessaire]. Ophiuchus, dont une petite partie de la constellation se glisse entre le Scorpion à l'ouest et le Sagittaire à l'est (certains l'ont considéré, de ce fait, comme le treizième signe du zodiaque), est représenté par un homme portant un serpent à bout de bras. Du fait que le serpent passe dans son dos, ce dernier n'a pas de continuité ; la constellation du Serpent est donc divisée en deux parties (de part et d'autre d'Ophiuchus) : la tête (Serpens Caput) et la queue (Serpens Cauda).

### Les planètes (15 juin au 15 août -50)
Éric Aubourg (astrophysicien) rappelle que « la plupart des auteurs accordent à la position des planètes sur le monument tentyrite un rôle purement symbolique ». Il analyse très précisément leurs mouvements et donne leurs positions sur le zodiaque :
- Mercure : entre Cancer et Lion (ou bien entre Lion et Vierge ?) ;
- Vénus : entre Verseau et Poissons ;
- Mars : entre Capricorne et Verseau ;
- Jupiter : entre Gémeaux et Cancer (ou entre Cancer et Lion) ;
- Saturne : entre Balance et Vierge.

La notice du Louvre précise le nom des planètes :
- Mercure : « l'Inerte » ;
- Vénus : « le-dieu-du-matin », est derrière le Verseau ;
- Mars : « Horus-le-rouge », est sur le dos du Capricorne ;
- Jupiter : « Horus-qui-dévoile-le-mystère », est près du Cancer ;
- Saturne : « Horus-le-taureau ».

Leur disposition parmi les constellations du ciel ne se reproduisant à l'identique que tous les mille ans environ, celle-ci a pu être datée précisément entre le 15 juin et le 15 août 50 avant notre ère par un astrophysicien.

### Les trente-six décans
Les trente-six décans sont inscrits sur la circonférence du zodiaque.
Éric Aubourg (1995) précise que le zodiaque est entouré des trente-six décans propres à l’astronomie égyptienne et qui permettaient de subdiviser la nuit en douze heures et l’année en trois-cent-soixante jours. Ils ont ensuite été assimilés à un tiers de chacun des signes du zodiaque babylonien. Concernant l'identification des étoiles fixes dans les décans, mis à part Sirius et celles de la constellation d'Orion, il semble très difficile de tenter d’identifier les étoiles correspondantes.
Champollion-Figeac (XIXe siècle) les avait rattachés, par groupe de trois, aux douze signes zodiacaux). « Les groupes de signes hiéroglyphiques qui les avoisinent, tous terminés par le hiéroglyphe représentant une étoile (qui est le signe déterminatif grammatical de l'espèce de ces groupes) sont les noms de ces décans : Chnoumis, Chachnoumis, Ouaré, etc. ».
Sur le cercle extérieur, trente-six personnages symbolisent les trente-six décans. On y trouverait la représentation de divinités, telles que Sobek, Anubis, Horus (adulte et enfant) et d'autres aussi importantes[réf. nécessaire].
Ces décans sont des groupes d’étoiles de premier ordre dans le ciel nocturne. Ils sont utilisés dans le calendrier égyptien, fondé sur les cycles lunaires d'environ trente jours et la récurrence annuelle du lever héliaque de l'étoile Sothis (Sirius)[réf. nécessaire].

## Le zodiaque circulaire grec du musée d'Athènes
Un zodiaque circulaire en marbre aurait été offert au musée d'Athènes (inv. no 109) à la fin du XIXe siècle par un certain Dimitriou, un grec d'Alexandrie d'Égypte. C'est une petite plaque carrée de trente centimètres de côté (le  cercle intérieur fait vingt-sept centimètres de diamètre) et de trois centimètres d'épaisseur. La technique de gravure est primitive. On l'estimerait daté du IIIe au IVe siècle de notre ère. Il semble étonnamment similaire au zodiaque de Dendérah[réf. à confirmer].

### Études anciennes
- 1807 : Domenico Testa et Gaultier de Claubry, Dissertation sur deux zodiaques, nouvellement découverts en Égypte, Paris, 1807 (lire en ligne).
- 1819 : Jacques MacCarthy, Voyage à Tripoli ou relation d'un séjour de dix années en Afrique, Mongié, 1819.
- 1822 : Sébastien Louis Saulnier, Claude Lelorrain, Notice sur le voyage de M. Lelorrain en Égypte, éditions Sétier, 1822.
- 1822 : Nicolas Halma, Examen et explication du zodiaque de Denderah, Paris, Merlin, libraire, 1822 (lire en ligne).
- 1822 : J. Chabert, L. D. Ferlus, Mahmoud Saba, Explication du zodiaque de Dendérah (Tentynis), éditions Guiraudet", 1822.
- 1822 : Jean Saint-Martin, Notice sur le zodiaque de Dendérah, éditions C.J. Trouvé, 1822.
- 1822 : Champollion, Lettre à M. le rédacteur de la Revue encyclopédique, relative au zodiaque de Dendéra(pages 232-239).
  - Dans la même revue (page 217), nous trouvons une petite annonce sur le zodiaque et son succès.
- 1823 : Jean Baptiste Biot, Recherches sur plusieurs points de l'astronomie égyptienne appliquées aux monuments astronomiques trouvés en Égypte, Firmin Didot, 1823
- 1824 : Charles de Hesse, La Pierre Zodiacale du Temple de Dendérah, éditions André Seidelin, 1824.
- 1824 : Champollion publie enfin son Précis du système hiéroglyphique des anciens Égyptiens et ouvre les portes de l'égyptologie scientifique (il ne séjournera en Égypte qu'un an, de 1828 à 1829).
- 1832 : Jacques-Joseph Champollion-Figeac, Égypte ancienne, éditions Firmin Didot, 1832.
  - 1876 : réédition posthume : Jacques-Joseph Champollion-Figeac, Égypte ancienne, Paris, Firmin-Didot, 1876 (posthume), 702 p. (lire en ligne)
- 1834 : Jean Baptiste Prosper Jollois, René Édouard de Villiers du Terrage, Recherches sur les bas-reliefs astronomiques des Égyptiens, éditions Carilian-Goeury, 1834.
- 1835 : Charles Hippolyte Paravey (chevalier de), Illustrations de l'astronomie hiéroglyphique et des planisphères et zodiaques retrouvés en Égypte, en Chaldée, dans l'Inde et au Japon, ou, Réfutation des mémoires astronomiques de Dupuis, de Volney, de Fourier et de M. Biot, Treuttel et Wurtz, et Bachelier, 1835.
- 1846 : Jean-Baptiste Biot, « Mémoire sur le zodiaque circulaire de Denderah », Mémoires de l'Institut national de France, vol. 16, no 2,‎ 1846, p. 1–101 (ISSN 0398-3609, DOI 10.3406/minf.1846.1373, lire en ligne, consulté le 30 juillet 2019).
- 1855 : Antoine-Jean Letronne, Analyse critique des représentations zodiacales de Dendéra et d'Esné, Imprimerie Royale, 1855.
- 1865 : Franz Joseph Lauth, Les zodiaques de Dendérah, éditions C. Wolf et Fils, 1865.
- 1870-1875 : Auguste Mariette, Dendérah, description générale du grand temple de cette ville, Paris, 1875 (lire en ligne).

### Études récentes
- 1990 : Sylvie Cauville, Le temple de Denderah, Institut français d'archéologie orientale, Le Caire, 1990[40].
- 1995 : Éric Aubourg, La date de conception du zodiaque du temple d'Hathor à Dendera, BIFAO, 1995.
- 1999 : Sylvie Cauville[41],[42], L'Œil de Ré, Pygmalion, 1999.
- 2001 : Colette Le Lay, Le zodiaque de Dendérah, CLEA_CahiersClairaut_094_08.pdf[3] / note biblio : chronologie des publications faites sur le zodiaque de Dendérah (après sa découverte en 1798) jusqu'en 1822-1834.
- 2003 : Anne-Sophie von Bomhard, Le calendrier égyptien. Une œuvre d'éternité, Periplus, 2003.
- 2005 : Florimond Lamy et Marie-Cécile Bruwier, L’Égyptologie avant Champollion, Versant Sud, 2005.
- 2011 : Buchwald, Jed Z. et Diane Greco Josefowicz, Le zodiaque de Paris : controverse au sujet d'un artefact égyptien antique qui a suscité un débat moderne entre la Science et la Religion, éditions Princeton University Press, 2011.
- 2014 : Youri Volokhine[43], Le porc en Égypte ancienne, Presses Universitaires de Liège, 2014[44].

#### Controverses
- Le zodiaque égyptien de Dendérah. Lumières sur un horoscope romain par Patrice Bouriche (12-2017)   —  Malgré le débit rapide de l'auteur, la démonstration très technique sur l'interprétation astrologique semble argumentée et cohérente. Bouriche confirme la datation vers 50 avant notre ère. Après analyse du zodiaque, Bouriche est certain que ce dernier a été fait à Rome et installé à Dendérah plus tard.
- Site promotionnel pour un livre d'Alexandre N. Isis. Le « disque de NWT » signifie le « disque de Nout » (sous-entendu le « disque du Ciel ») / Note biblio : C'est certes un site promotionnel mais certaines démonstrations sont intéressantes (essentiellement celle sur les « faux zodiaques » et celle sur l'orientation du zodiaque. D'autres éléments, ici et là, peuvent être étudiés. Quant à certaines parties, plus subjectives, et à l'esprit de l'ouvrage, on peut, ou non, y souscrire.
- Site secretebase : exemple de source utilisée par certains.
- Sévère critique des manipulations pseudo-scientifiques (Grande Pyramide, zodiaque de Dendérah) / Pour trouver Dendérah, tapez Ctrl et F puis Dendérah : le terme apparaît 57 fois (en sur-brillance) et l'on parle d'Alex(andre) Nisis (Nisis apparaît 18 fois). La polémique prend une nouvelle tournure car l'auteur de ce blog soupçonne Alex Nisis d'être l'auteur du blog suivant. Querelle de « spécialistes ».
  - Autre sévère critique du documentaire TV de Grimaud (LRDP = La Révélation des pyramides) et de la société Atlantis.